# Fuglebjergs kommun
Fuglebjergs kommun var en kommun i det dåvarande Vestsjællands amt i Danmark. Kommunen hade 6 565 invånare (2004) och en yta på 140,60 km². Fuglebjerg var centralort. Från 2007 ingår kommunen i Næstveds kommun.